# Номер 44
«Номер 44» (№ 44, англ. Child 44) — триллер-мистерия 2015 года шведского режиссёра Даниэля Эспиносы совместного производства США, Великобритании, Чехии, Румынии и России. Фильм снят по роману Тома Роба Смита «Малыш 44». Книга, по которой снят фильм, частично основана на истории расследования преступлений маньяка-убийцы Андрея Чикатило. В главных ролях — Том Харди и Нуми Рапас.
В России фильм запрещён к широкому показу как «искажающий исторические факты».

## Сюжет
В 1933 году ребёнок, осиротевший во время голодомора в УССР, убегает из своего приюта и попадает в подразделение Красной армии, где его усыновляет добрый командир. Ребёнку дают имя Лев Демидов. В 1945 году, теперь сержант в подразделении, Лев становится образцом для всего СССР, когда его фотографируют, устанавливающего советский флаг над Рейхстагом во время битвы за Берлин. Он становится Героем Советского Союза.
В 1953 году Лев, теперь женатый на Раисе и проживающий в Москве, является капитаном Министерства государственной безопасности (МГБ) СССР и командует подразделением, которому поручено выслеживать и арестовывать диссидентов. Они арестовывают ветеринара Анатолия Бродского и во время ареста один из подчинённых Льва, трусливый, но амбициозный Василий Никитин, застрелил фермера Семёна Окуня и его жену, в сарае которых Бродский прятался. Их две маленькие дочери остались сиротами. От злобы Лев бьёт Василия, который затаил растущую обиду на Льва и другого сотрудника в подразделении, Алексея Андреева; все трое были в Берлине вместе в 1945 году. Василий отвечает за допрос Бродского, и одно из имён, которые он даёт своему начальнику майору Кузьмину, — это Раиса, учительница начальных классов, некоторые из коллег которой недавно были арестованы за инакомыслие. Кузьмин приказывает Льву допросить его собственную жену.
Тем временем младший сын Алексея, Юра, найден мёртвым возле железнодорожной станции. Хотя первоначальный отчёт указывает на травмы, соответствующие пыткам, хирургическому удалению органов и утоплению, власти заявляют, что его сбил поезд, поскольку Иосиф Сталин постановил, что убийство является капиталистической болезнью; в коммунистическом раю не бывает убийств. Алексей вынужден принять официальное заключение, чтобы спасти себя и всю свою семью.
Зная, каковы будут последствия, Лев говорит своему руководству, что его расследование показало, что Раиса невиновна в любом преступлении и решительно отказывается осуждать её. Позднее они оба были арестованы Василием и Алексеем и отправлены во внутреннюю ссылку в провинциальный город Вольск. Лев теряет все звания и вынужден стать рядовым милиционером под командованием генерала Нестерова, а Раису унижают и вынуждают работать уборщицей в школе.
Когда рядом с железнодорожной линией в Вольске найдено тело другого ребёнка с травмами, аналогичными травмам Юры, Лев начинает понимать, что на свободе находится серийный убийца. Узнав, что Александр Пикап, человек, который нашёл тело, является гомосексуалистом, Нестеров заставляет его донести на каждого местного гомосексуала, которого он знает. Когда Пикап, работающий кондуктором на поезде, совершает самоубийство, бросившись под поезд, власти заявляют, что дело было раскрыто. Тем не менее, Лев уговаривает Нестерова, у которого самого есть маленькие сыновья, продолжить расследование, и они выясняют, что тела по меньшей мере 43 детей были обнаружены вдоль железнодорожной линии от Ростова-на-Дону до Москвы.
Тем временем Василий, который теперь занимает старую должность Льва, звонит Раисе и пытается убедить её бросить Льва и переехать к нему в Москву. Когда она отказывается, Василий приказывает агенту МГБ избить[уточнить] её. Позже Раиса признаётся Льву, что она согласилась выйти за него замуж, потому что боялась отказаться от предложения, учитывая его статус сотрудника МГБ.
Лев и Раиса тайно едут в Москву, чтобы расспросить женщину, которая сообщила, что видела Юру с незнакомцем на железнодорожных станциях. Хотя Алексей помогает им, разговор не удался, потому что женщина слишком напугана, чтобы говорить. Из-за большого количества сотрудников МГБ и милиции на станции пара просит бывшего коллегу и друга Раисы Ивана Сукова, который, как она знает, имеет контакты среди диссидентских групп, помочь им выбраться из Москвы. Тем не менее, в его квартире они обнаруживают улики, что он является тайным сотрудником МГБ (причина арестов в школе Раисы) и что он позвонил властям. Лев убивает его, и они убегают незадолго до прибытия Василия. Лев говорит Раисе, что она может покинуть его, если захочет, но она хочет остаться с ним.
Льву и Раисе удаётся вернуться в Вольск, но там их уже ждут Василий и его люди, и арестовывают их за убийство Сукова. После допроса Льва и Раису сажают в поезд до ГУЛАГа. Во время поездки на них нападают убийцы по приказу Василия; убив нападавших, Лев и Раиса спрыгивают с поезда. Они автостопом добираются до Ростова, где была обнаружена наибольшая концентрация жертв серийного убийцы. Они справедливо полагают, что убийца должен работать рядом с железнодорожными станциями и путешествовать по железной дороге до Москвы в ходе своей работы. Василий заставляет Алексея сказать ему, куда они, вероятно, ушли, пообещав, что его семья будет в безопасности, если он сделает это; Алексей говорит ему, что Ростов — вероятный пункт назначения прежде, чем Василий застрелил его.
На Ростовском тракторном заводе Лев вычисляет убийцу, сопоставляя поездки рабочих с местом и датой убийств. Лев и Раиса преследуют убийцу Владимира Малевича в лесу и загоняют его в угол. Он сдаётся им и говорит, что не может контролировать свои побуждения убивать детей, но Василий, следуя за Львом и Раисой, внезапно выстрелил ему в голову. Василий пытается убить Льва и Раису, но после жестокой борьбы его самого убивают. Лев сообщает прибывшим агентам МГБ, что Малевич убил Василия и что он застрелил Малевича.
Лев и Раиса восстановлены на прежней работе, а Кузьмин отстранён из-за его неудач. Льву предлагает повышение и многообещающую политическую карьеру его новый начальник майор Грачёв, если он согласится с тем, что Малевич, бывший военный врач, который провёл два года в лагере для военнопленных, был «завербован» немцами и отправлен обратно в Советский Союз сеять там хаос. Лев отказывается от продвижения по службе, но просит разрешения создать и возглавить подразделение по расследованию убийств в Москве в рамках недавно созданного с помощью генерала Нестерова КГБ СССР. Грачёв даёт добро, а Лев в свою очередь соглашается, что Малевич явно был нацистским агентом.
Лев и Раиса разыскивают Тамару и Елену Окунь, едут в детский дом, где они жили, и удочеряют их.

## В ролях
| Актёр            | Роль                    |
| ---------------- | ----------------------- |
| Том Харди        | Лев Демидов             |
| Нуми Рапас       | Раиса Демидова          |
| Юэль Киннаман    | Василий Никитин         |
| Гэри Олдмен      | генерал Михаил Нестеров |
| Венсан Кассель   | майор Кузьмин           |
| Джейсон Кларк    | Анатолий Бродский       |
| Пэдди Консидайн  | Владимир Малевич        |
| Чарльз Дэнс      | майор Грачёв            |
| Джозеф Алтин     | Александр               |
| Николай Ли Кос   | Иван Суков              |
| Сэм Спруэлл      | доктор Тяпкин           |
| Фарес Фарес      | Алексей Андреев         |
| Нед Деннехи      | судебный врач           |
| Майкл Нардоне    | Семён Окунь             |
| Ксавьер Аткинс   | юный Лев Демидов        |
| Тара Фицджеральд | Инесса Нестерова        |

## Жанр
Российский критик Антон Долин определил жанр фильма как «криминальный триллер».
По замечанию кинокритика журнала Variety Питера Дебрюжа, фильм напоминает смесь триллера и антисоветской пропаганды «старой школы» времён холодной войны, когда зрители на Западе искали успокоения в том, что они живут с «правильной стороны» железного занавеса, и ожидали от фильмов подтверждения своего мнения.
По мнению кинокритика The Independent Дж. Макнаба, фильм пытается одновременно быть стандартным триллером с участием звёзд и размышлением о насилии и непорядочности сталинской эпохи («и неуспешен в обоих направлениях»).

## История создания
Фильм снят по роману Тома Роба Смита «Малыш 44», сюжет которого навеян делом маньяка Андрея Чикатило. Сам Смит отмечал, что хотя основой для книги послужили обстоятельства, связанные с Чикатило, главными для него были «топорная работа криминалистов, несправедливость, сама система — в смысле вдохновения; это стало для меня более важным, нежели реально существовавшие персонажи», а «одним из главных героев романа является Советская Россия — чудовищная смесь ужаса и абсурда».
Первоначально ставить фильм должен был Ридли Скотт, однако позже планы изменились, и на пост режиссёра был назначен Даниэль Эспиноса, а Скотт стал продюсером фильма. Эспиноса (род. 1977) известен своим остросюжетным фильмом «Код доступа „Кейптаун“». В одном из интервью на вопрос, почему он взялся за экранизацию романа, Эспиноса рассказал, что его родители эмигрировали в Швецию, спасаясь от режима Пиночета, он вырос на рассказах об этой диктатуре, тема диктатуры его всегда интересовала, а потому, когда к нему попал сценарий фильма о диктатуре, «о кошмарном времени советской истории — 1952, 1953, 1954 годы, — о пике сталинской диктатуры, завершившемся его смертью, о показавшихся просветах» — для него было невозможно отказаться от этого предложения.
На главную роль претендовал Кристиан Бейл, но вместо него главную роль получил Том Харди. На роль, которую впоследствии получил Венсан Кассель, рассматривался Филип Сеймур Хоффман. Съёмки фильма проходили в Праге и Остраве.
Для придания фильму ретро-атмосферы он снимался с применением устаревшей целлулоидной киноплёнки.

## Прокат
Международный прокат фильма стартовал 15 апреля 2015 года. Прокат фильма в США начался 17 апреля 2015 года. Ещё до начала проката режиссёр фильма говорил о своих сомнениях относительно того, что у фильма будет кассовый успех, поскольку у фильма, по его мнению, «слишком узкая ниша».
В первый уик-энд фильм собрал на внутреннем рынке США $ 600 тыс. и $ 2,1 млн на международном уровне при стоимости производства около $ 50 млн.
Фильм полностью провалился в прокате, собрав к концу показа в кинотеатрах менее 4 миллионов долларов. Кинокритик Энтони Д’Алессандро привёл несколько причин катастрофического неуспеха фильма, который, казалось бы, должен был пользоваться успехом из-за состава исполнителей и бюджета:
- трудный сюжет, для привлечения к которому зрителей требовалась поддержка критиков, которым, однако, фильм не понравился;
- отсутствие сильного продюсера, который мог бы повлиять на Эспинозу. Первоначальная версия фильма длилась 5,5 часа; сокращение её до 137 минут сделало фильм непонятным.
- запрет фильма в тех странах, где он мог бы заинтересовать зрителей (Россия).

Участвовавшие звёзды предчувствовали неудачу и отказались участвовать в рекламе фильма.

### Россия
Выход на экраны в России планировался на 17 апреля. Накануне состоялся закрытый просмотр с участием представителей Минкультуры России. По его итогам прокатчик и Министерство культуры обнародовали совместное заявление для прессы о недопустимости проката картины «Номер 44» и «подобного рода фильмов» в преддверии 70-летия Победы в Великой Отечественной войне, а также «искажения исторических фактов и своеобразных трактовок событий до, во время и после Великой Отечественной войны, а также образов и характеров советских граждан той исторической эпохи». Кроме того, министр культуры России Владимир Мединский выпустил отдельное заявление, в котором объяснил свою позицию по ситуации с фильмом «Номер 44», содержание которого вызвало резкое неприятие с его стороны. В этом заявлении он, в частности, высказал мнение, что «мы должны наконец поставить точку в череде бесконечных шизофренических рефлексий о самих себе» и фильмы, подобные этому, в России «не должны выходить в массовый кинопрокат, зарабатывая на нашем кинозрителе, ни в год 70-летия Победы, ни когда бы то ни было ещё», и указал на спорные места фильме: «Сталин устроил „голодомор“ специально для Украины и убивает по 25 тысяч человек в день; голодающие дети, как вспоминают герои, поедают своих ослабевших одноклассников; в СССР запрещается расследовать уголовные преступления, потому что „у нас нет убийств, они есть только при капитализме“; … кровавые упыри с офицерскими погонами армии-победительницы и звёздами героев расстреливают сограждан, соседей, друг друга и особенно геев во дворах, на улице, в служебных кабинетах и просто мимоходом, на глазах их детей, „чтобы преподать урок“…». В то же время он отметил, что министерство не будет «скрывать от народа» фильм и при первой возможности разместит его для всеобщего просмотра на собственном портале ведомства Culture.ru. Заявка на получение прокатного удостоверения была отозвана. В своём заявлении Мединский также сетовал, что руководство «Централ партнершип» приняло решение об отзыве заявки на получение прокатного удостоверения в последний момент, полностью проведя предпрокатную подготовку, включая перевод, озвучивание, пресс-показ и проведение рекламной кампании, при этом для «сотен человек содержание этого „произведения искусства“ оказалось в порядке вещей».
Режиссёр фильма Даниэль Эспиноса, в свою очередь, отвечая на вопросы «Радио Швеция», сказал, в фильме нет ничего такого, что ставит под сомнение героическую роль советских военных в победе над нацистской Германией. По его словам, российским прокатчикам, которые смотрели фильм за три месяца до планировавшегося выхода в российский прокат, фильм понравился — так же, как и автору романа Тому Смиту, а также издательству. Основной причиной запрета проката фильма в России и Белоруссии Эспиноса считает параллели между преследованием гомосексуалистов в Советском Союзе и тем, что Россия делает по отношению к ним сегодня. «Многие в Голливуде хотели, чтобы я отказался от сцен преследования гомосексуалистов, полагая, что эти сцены могут быть восприняты в России как отталкивающие, но потому, что они были очень важны для меня и Тома Роба Смита, мы их сохранили».
С критикой отмены показа выступила глава Московской Хельсинкской группы Людмила Алексеева, считавшая, что не должно быть каких-либо запретов и вмешательств со стороны Министерства культуры России, что, по её мнению, приводит к тому, чтобы «историю все знали только так, как хотят представить её власти». Также она высказала мнение, что различные точки зрения и позиции должны иметь право на существование «во всех нормальных странах, в нормальном искусстве и в нормальной науке». Режиссёр фильма Даниэль Эспиноса назвал «совершенно возмутительным» тот факт, что в России начинают преследовать свободное творчество. По словам Эспиносы, всё, что есть в фильме, идёт от книги, по которой снят фильм, а книгу (которая была издана в России в русском переводе в 2008 году под названием «Малыш 44») никто особо не критиковал. «Это очень неприятное указание на то, куда движется современная Россия, всё больше склоняясь к авторитарному режиму, — сказал Эспиноса, — это очень опасное предупреждение». Отмену проката фильма в России кинокритик Антон Долин связал с тем, что в министерстве культуры «не верят в способность массовой публики критически мыслить».
Совокупные потери от невыхода фильма в России, которые понесли дистрибьютор, правообладатель (Lionsgate) и кинотеатры, эксперты кинорынка оценили в 50 млн рублей.

### СНГ
Права на прокат в странах СНГ принадлежат российской компании, поэтому запрет на прокат в России автоматически привёл к отмене показа и странах СНГ. В результате, фильм был снят с проката в Белоруссии, Украине, в Киргизии, в Казахстане, Узбекистане, а также отложен к показу в Грузии.

## Мнения критиков
Критики отнеслись к картине в целом негативно. Российский кинокритик Антон Долин назвал фильм довольно беспомощным, под завязку набитым «лажей и клюквой», с интригой, вызывающей полное недоумение, и диалогами, «напоминающими о западных полицейских сериалах средней руки». П. Дебрюж писал, что «ностальгия […] привлечёт тех, кто соскучился по фильмам о „Красной угрозе“…», при этом «сценарий Ричарда Прайса переплетает изменяющиеся судьбы героев с ненужной сложностью, работа режиссёра Эспинозы не делает путаницу элегантнее». Дебрюж, вместе с тем, похвалил работу актёров. Дж. Новек (Ассошиэйтед Пресс) отметил, что «режиссёру […] и сценаристу […] понадобилось выдернуть хоть что-то с каждой страницы книги. Результат получился раздутым, мрачным, невпечатляющим — а жаль, поскольку фильм начинался многообещающе».
По подсчётам сайтов Rotten Tomatoes и Metacritic, критики в основном дали негативную оценку картине.
Энди Леа из The Star дал фильму три звезды из пяти. Он написал, что «в целом фильм получился хуже, чем сумма его составляющих», он «перегружен вторичными сюжетными линиями». Однако Леа отметил, что Харди «великолепен в главной роли» и Эспиносе «удались несколько блестящих сцен».
«Унылый триллер о поисках серийного убийцы в Советской России в первый уик-энд заработал на внутреннем рынке США ничтожные $ 600 000 и скудные $ 2,1 млн на международном уровне. Это не сулит ничего хорошего для фильма, который в производстве стоил почти $ 50 млн».
«Когда вы тратите 50 миллионов на драму для взрослых, вы должны быть уверены, что снимаете в нужное время и в нужном месте», — сказал Джефф Бок. — «Сегодня, возможно, не стоило это делать, если только ваш продюсер не Стивен Спилберг, а режиссёр не Анджелина Джоли. Получившаяся картина больше подходит для выпуска на DVD, но не для кинотеатров».
В 2020 году журнал Maxim поставил фильм на 2-е место в списке «Самых бредовых фильмов о России» после фильма «Красный воробей»: «Красиво и сурово снятый детектив разваливается просто на глазах, так как просто неспособен удержать внутри набухающие антисоветские потроха. Сняли бы это в 1984 году — нам бы было о чём подискутировать с автором. А вот в 2014-м хочется лишь выпить успокоительного и пожелать актёрам не влипать более в подобные истории».

## Комментарии
1. ↑  Дословный перевод названия — «Ребёнок 44».